# Tenchu
Tenchu (天誅) est une série de jeux vidéo d'infiltration mettant en scène des ninjas dans le Japon féodal du XVIe siècle. Le premier volet de la série, Tenchu: Stealth Assassins, sorti en 1998 sur PlayStation, est considéré comme un des fondateurs du genre de l'infiltration aux côtés de la série Metal Gear et Dark Project.
La série a été créée par Takuma Endo, président d'Acquire, en 1998. Dans un premier temps imaginée dans un contexte futuriste, la série Tenchu se déroule dans un Japon en proie à des guerres de pouvoir, et suit l'histoire du clan ninja Azuma, bras droit du pacifique seigneur Gohda.
La franchise comporte neuf jeux vidéo, développés principalement par Acquire et K2 LLC, devenue succursale de Capcom en 2008, et édités par diverses entreprises. Les premiers jeux ont été publiés sur consoles PlayStation, et les plus récents sur d'autres plates-formes telles que la Nintendo DS, la Xbox 360 et la Wii. En 2018, plus de 10 millions d'exemplaires de jeux de la franchise Tenchu avaient été vendus.

## Système de jeu

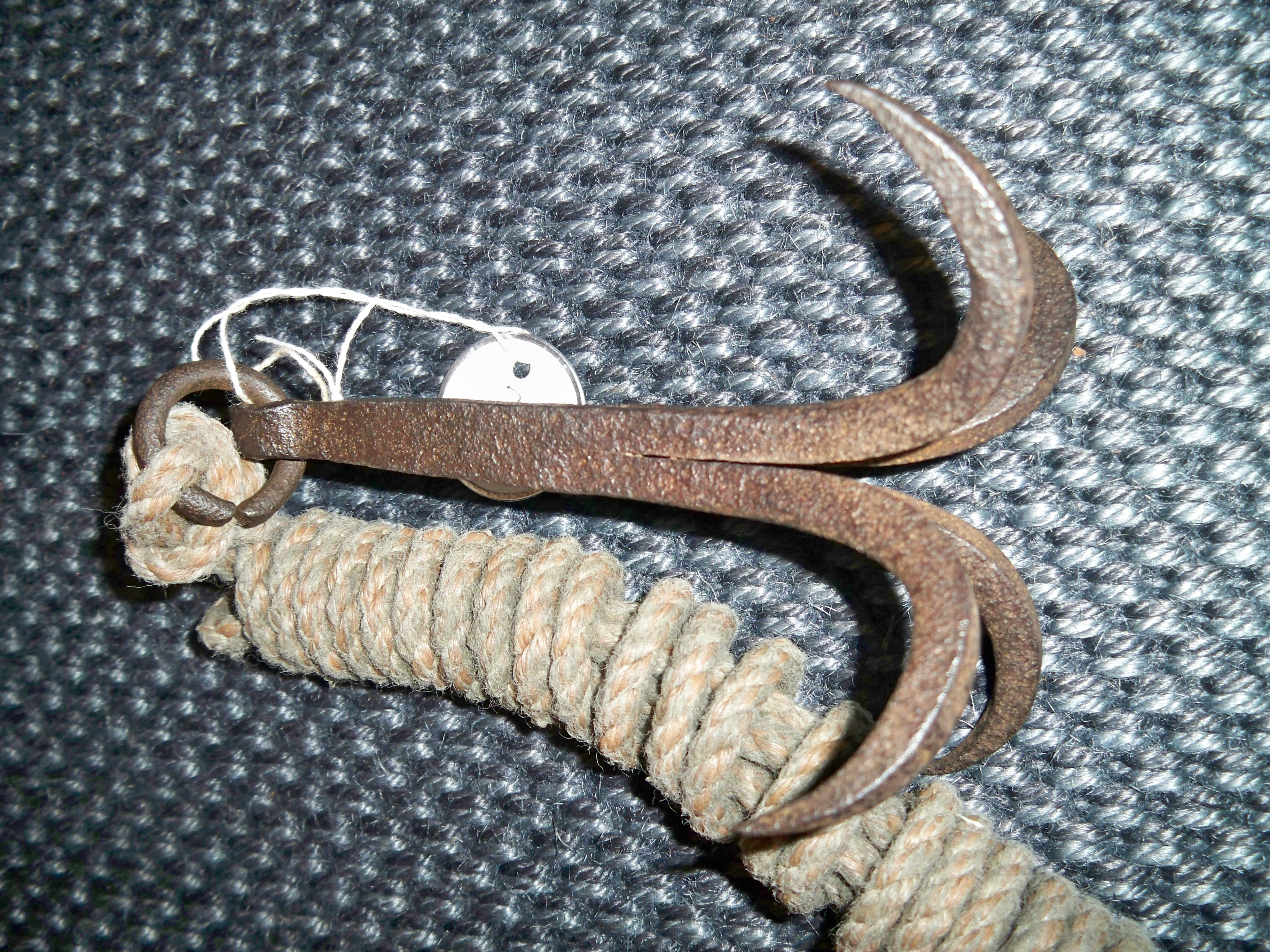
Le grappin fait partie des objets incontournables de la série, permettant aux ninjas de se déplacer furtivement (ici, un kaginawa en fer).

### Concepts principaux
Les jeux de la série Tenchu sont des jeux d'infiltration en vue à la troisième personne, dans lesquels les ninjas protagonistes doivent accomplir différentes missions le plus discrètement possible,. 
Au début du jeu, le joueur a la possibilité de choisir entre les deux personnages jouables : Rikimaru (力丸), un ninja expérimenté et féroce armé d'un ninjatō, ou la jeune kunoichi Ayame (彩女), armée de deux kodachi. Tous deux font partie du clan ninja Azuma, qui représente et défend les intérêts du seigneur Gohda. Certains jeux de la série proposent d'incarner d'autres personnages.
Au début de chaque mission, le protagoniste reçoit son objectif. Il peut s'agir de contrats d'assassinats à honorer, de missions en territoire ennemi ou de prisonniers à libérer. Le joueur peut ensuite choisir parmi différents outils, qui permettent d'aborder les missions de différentes manières. Le grappin permet au personnage de prendre de la hauteur pour observer le comportement des gardes et établir des stratégies. On trouve également des fioles de soin, des kunai pour attaquer à distance, des bombes fumigènes, ou du riz empoisonné,,. Tenchu: Dark Secret met à disposition des pièges pour surprendre les ennemis durant leur ronde, et les éliminer.
Une fois en jeu, les protagonistes doivent remplir leur objectif le plus furtivement possible, en évitant les gardes. Pour ce faire, il faut mettre à profit l'environnement, en exploitant les différentes cachettes et zones d'ombre. Si le joueur d'approche suffisamment d'un ennemi sans qu'il ne s'en aperçoive, il peut effectuer un stealth kill : une mise à mort rapide et discrète. S'il se fait repérer par un ennemi, le ninja peut soit choisir de combattre en face à face, soit fuir pour se dissimuler à nouveau. Une jauge de Ki indique la distance qui sépare l'ennemi le plus proche du personnage joueur,,,. À partir de Tenchu 2: Birth of the Stealth Assassins, les corps des ennemis assassinés peuvent être déplacés et cachés, pour éviter que les autres gardes ne les trouvent et ne soient alertés de la présence du protagoniste,,.
Un combat contre un boss clôt la plupart des niveaux. Ensuite, le joueur se voit décerner un grade qui lui permet de débloquer de l'équipement et des compétences supplémentaires. Cette note est déterminée en fonction de critères tels que le nombre de fois où il a été repéré et le nombre d'ennemis tués, la meilleure étant le rang de « Grand Maître »,,,,.

### Autres modes de jeu etspin-offs
Un mode multijoueur est présent dans plusieurs épisodes de la saga. Tenchu : La Colère divine et Tenchu: Time of the Assassins mettent à disposition des modes coopératifs et compétitifs en multijoueur local,, et Tenchu : Le Retour des ténèbres ou Tenchu Z propose un mode coopératif en ligne,. Tenchu: Dark Secret, sorti sur Nintendo DS, propose de connecter jusqu'à quatre consoles pour prendre part à des mini-jeux.
Un éditeur de niveau a fait son apparition dans la série avec la réédition japonaise de Tenchu: Stealth Assassins, permettant aux joueurs de créer et de partager leurs propres missions. Cette fonctionnalité est depuis apparue dans d'autres jeux de la série, comme Tenchu 2: Birth of the Stealth Assassins ou Tenchu: Time of the Assassins,.
Dans Tenchu Z, sorti en 2006 sur Xbox 360, les joueurs ne contrôlent pas Ayame ni Rikimaru, mais un ninja de leur création. Un éditeur de personnage permet d'en personnaliser l'apparence et de le faire évoluer au fil des missions, en améliorant ses caractéristiques ou en débloquant de nouveaux combos et coups spéciaux.
En 2008, le jeu Shadow Assault: Tenchu propose un gameplay basé sur la réflexion et la résolution de 30 tableaux vus de dessus. L'infiltration laisse sa place à la stratégie, demandant aux joueurs d'accomplir leurs objectifs en disposant différents pièges sur chaque carte, rappelant le système de jeu de la série des Bomberman,.

## Trame

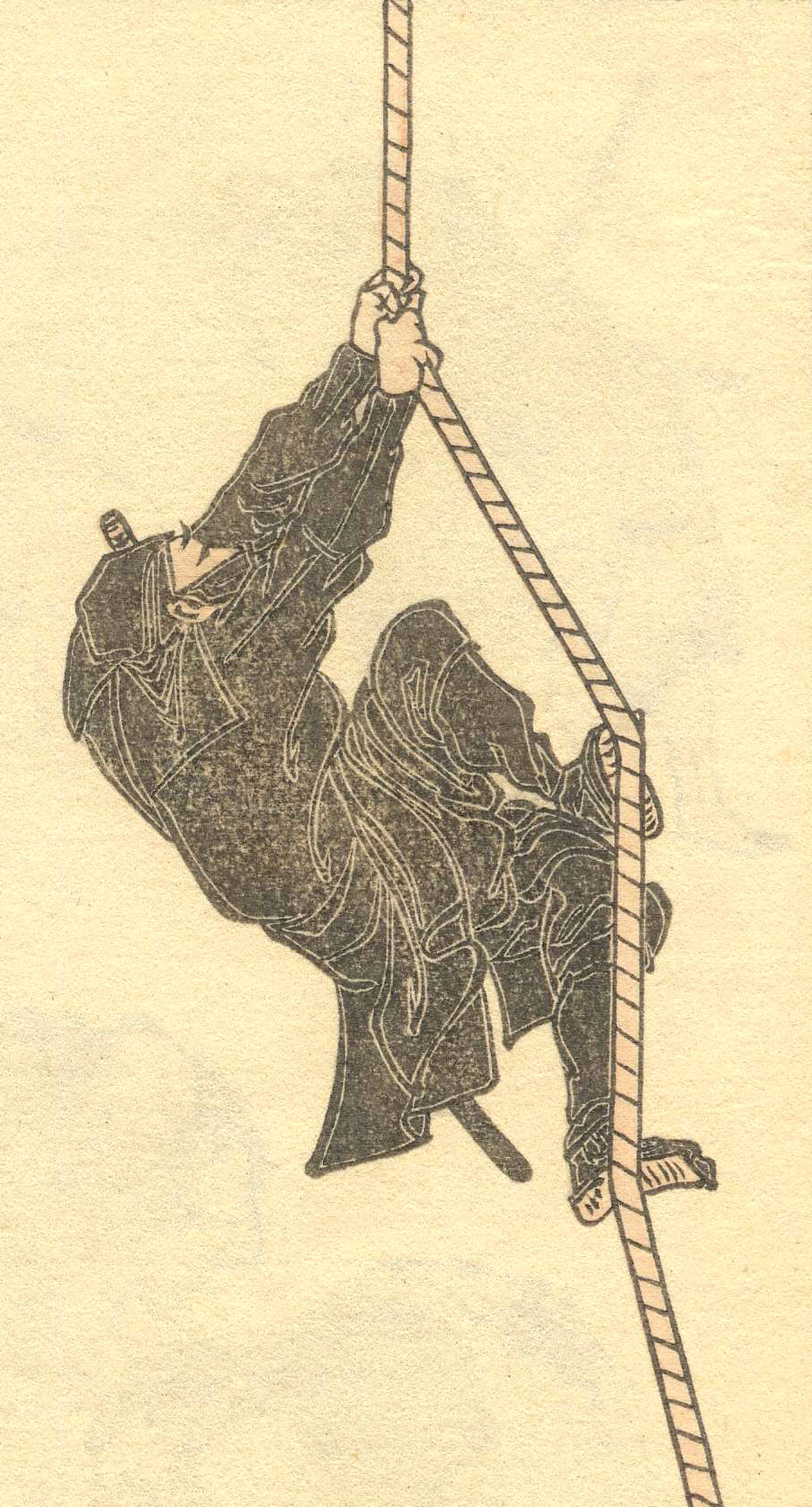
La franchise Tenchu a pour personnages principaux des ninjas (ici, un dessin du ninja archétypal, par Hokusai).

### Trame principale
Au début de Tenchu 2: Birth of the Stealth Assassins, le seigneur Gohda nomme son fils Matsunoshin comme successeur. Le jeu suit son ascension au pouvoir et les différentes menaces que le clan Azuma doit affronter : la trahison de Motohide, oncle jaloux de Matsunoshin, qui tue sa femme et enlève sa fille Kiku ; l'invasion d'un seigneur ennemi sur les terres de Gohda et l'apparition d'un clan ninja hostile, l'Aube de feu. Ayame et Rikimaru, alors de jeunes ninjas, sont accompagnés de Tatsumaru, un autre élève de leur maître Shiunsai. Cependant, après avoir perdu la mémoire, ce dernier intègre l'Aube de feu et se dresse contre le clan Azuma. À la suite de plusieurs confrontations avec Ayame et Rikimaru, l'Aube de feu attaque le château du seigneur Gohda grâce au Démon de feu, un navire de guerre construit par des villageois réduits en esclavage. Les protagonistes, aidés de l'armée de Gohda, parviennent à stopper l'attaque et à tuer les membres restants de l'Aube de feu, Tatsumaru y compris. 
Deux ans plus tard, dans Tenchu: Dark Secret, Rikimaru et Ayame arrivent au village de Saiga durant une mission pour le seigneur Gohda, et y rencontrent la princesse Shizu, qu'ils devront protéger des bandits, et de son mari le seigneur Kagemasa Hakkaku,.
Tenchu: Stealth Assassins suit à nouveau Ayame et Rikimaru, quatre ans après Tenchu 2: Birth of the Stealth Assassins, qui ont pour tâche de maintenir l'ordre et la paix sur les terres du seigneur Gohda. Au début du jeu, leurs missions peuvent être d'arrêter des trafiquants d'armes ou transmettre des messages secrets. Lorsque l'un des deux protagonistes se fait enlever, Onikage — un membre de l'Aube de feu ressuscité — fait son apparition et menace le clan Azuma et le seigneur Gohda. Aidé de ses troupes, il attaque le château du seigneur Gohda, et révèle qu'il œuvre pour le seigneur Mei-Oh, qui a enlevé la princesse Kiku. Les ninjas finissent par vaincre le seigneur maléfique et sauver la princesse.
Tenchu: Fatal Shadows prend place entre Tenchu: Stealth Assassins et Tenchu : La Colère divine, alors que Ayame enquête sur les voisins du seigneur Gohda et qu'elle arrive au village de Hagakure no Sato, pillé par des bandits. Elle y trouve le chef du village rendant son dernier souffle, et sa fille, Rin, qui la croit responsable du massacre. Les missions du jeu suivent alternativement Ayame et Rin, qui finissent par découvrir qui est réellement derrière l'attaque du village de Rin.
Un an après les évènements de Tenchu: Stealth Assassins, se déroule Tenchu : La Colère divine. Rikimaru, porté disparu depuis son combat contre le seigneur Mei-Oh, a fait son retour auprès du seigneur Gohda. Tenrai, un mystérieux shaman à la tête d'une armée de ninjas menace de conquérir le Japon à l'aide de joyaux magiques. Tatsumaru, ancien membre du clan Azuma, et Onikage ont été ressuscités pour lui prêter main-forte. Le seigneur Gohda sachant où se trouve l'artéfact manquant à Tenrai, il confie à Ayame et Rikimaru la mission de le protéger et de contrecarrer ses plans. Un autre protagoniste s'ajoute aux ninjas Azuma en la personne de Tesshû, membre de la société secrète Muzen, milice au service du peuple qui enquête également sur cette menace.
Dans Tenchu: Shadow Assassins, les terres du seigneur Matsunoshin Gohda n'ont pas tout à fait retrouvé la paix. Un conseiller de Gohda décide de consulter une diseuse de bonne aventure pour en savoir plus sur les rumeurs de trahison qui courent. Cependant, la voyante se révèle être un imposteur et kidnappe la princesse Kiku. Le seigneur Gohda envoie Ayame retrouver sa fille disparue et Rikimaru enquêter sur la situation.

### Épisodes décorrélés
Tenchu: Time of the Assassins réunit les protagonistes des différents jeux de la série : Ayame et Rikimaru, Onikage, Rin de Fatal Shadows, Tesshû de La Colère divine. Chaque personnage suit son propre scénario, chacun se déroulant à un moment différent de la trame globale de la série. Les scénarios de Ayame, Rikimaru et Onikage se déroulent tous après La Colère divine, une fois Tenrai vaincu. L'histoire de Rin se déroule après les évènements de Tenchu: Fatal Shadows et celle de Tesshû avant La Colère divine, au moment où il a rejoint la société secrète Muzen.
Tenchu Z raconte une histoire déconnectée de la trame principale, dans laquelle Rikimaru joue le rôle du maître ninja. Le joueur y incarne une nouvelle recrue du clan, qui doit défendre la maison Gohda contre son voisin, le clan Ogawara. Durant des missions telles que recueillir des informations ou assassiner des espions, Shigi, le bras droit de Ogawara, se met en travers du chemin du personnage principal.

## Jeux de la série
| 1998 | Tenchu: Stealth Assassins                |
| 1999 | Tenchu: Shinobi Gaisen                   |
| 1999 | Tenchu: Shinobi Hyakusen                 |
| 2000 | Tenchu 2: Birth of the Stealth Assassins |
| 2001 |                                          |
| 2002 |                                          |
| 2003 | Tenchu : La Colère divine                |
| 2004 | Tenchu : Le Retour des ténèbres          |
| 2005 | Tenchu: Fatal Shadows                    |
| 2005 | Tenchu: Time of the Assassins            |
| 2006 | Tenchu: Dark Secret                      |
| 2006 | Tenchu Z                                 |
| 2007 |                                          |
| 2008 | Shadow Assault: Tenchu (en)              |
| 2008 | Tenchu: Shadow Assassins                 |
| 2009 | Tenchu 3 Portable                        |
| 2010 | Tenchu: Kurenai Portable                 |
| 2010 | Tenchu 4 Plus                            |

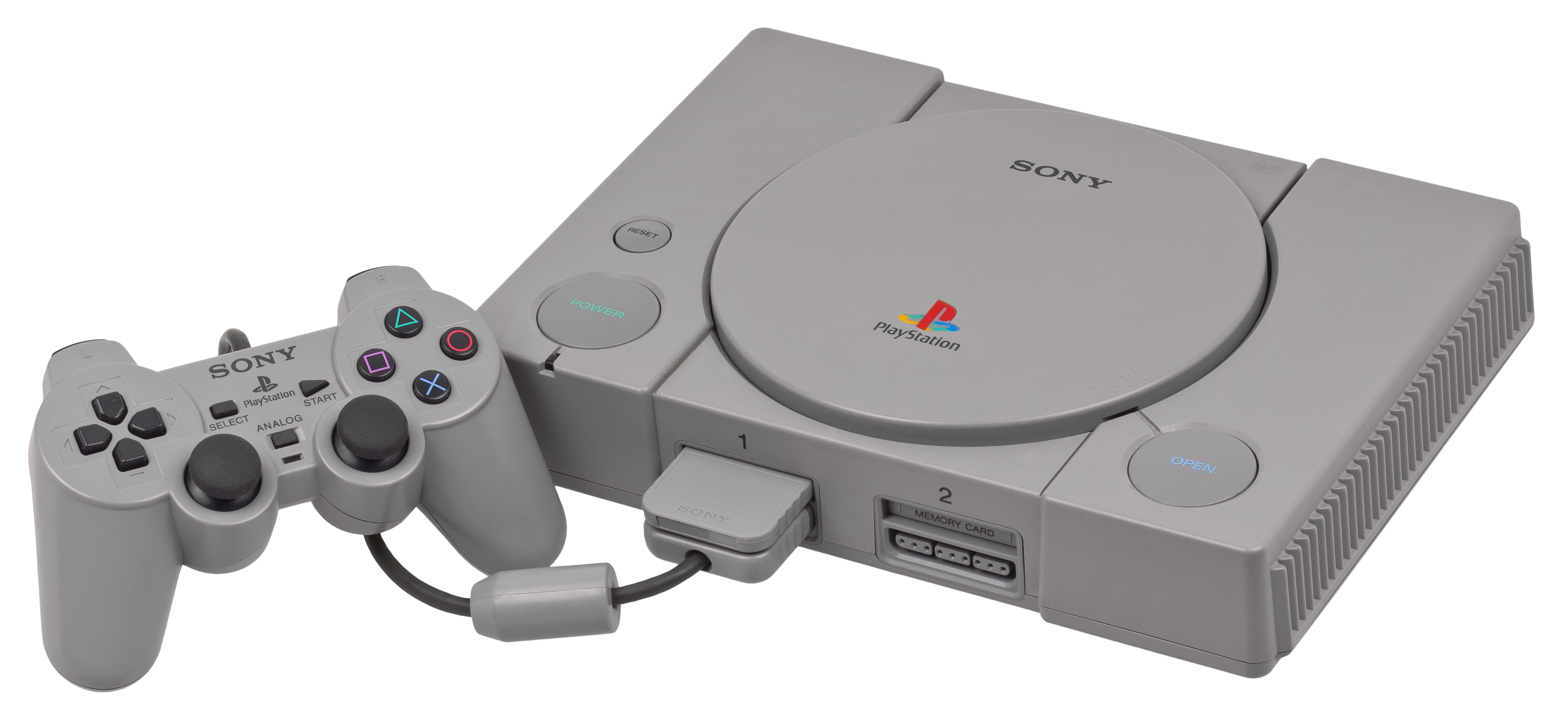
Les premiers jeux de la franchise Tenchu sont parus sur les consoles de la famille PlayStation.

La série est composée de neuf jeux vidéo, dont les premiers ont été publiés sur consoles PlayStation, et les plus récents sur d'autres plates-formes telles que la Nintendo DS, la Xbox 360 et la Wii.
Tenchu: Stealth Assassins est un jeu vidéo d'infiltration développé par Acquire, sorti sur PlayStation en 1998. Il est publié par Sony Music Entertainment Japan au Japon et Activision dans le reste du monde. Une nouvelle version du jeu paraît en février 1999 au Japon, Tenchu: Shinobi Gaisen, dans laquelle figure un éditeur de niveau inédit. Acquire a ensuite organisé un concours pour sélectionner les meilleurs niveaux créés par les joueurs, et en ont compilé une centaine dans Tenchu: Shinobi Hyakusen, sorti en novembre 1999 au Japon uniquement.
Tenchu 2: Birth of the Stealth Assassins est un jeu vidéo d'infiltration, développé par Acquire et édité par Activision, paru en 2000 sur PlayStation. Second jeu de la série principale, il s'agit d'une préquelle de Tenchu: Stealth Assassins, se déroulant quatre ans plus tôt. L'éditeur de niveau ajouté dans Tenchu: Shinobi Gaisen fait également son retour dans cet épisode. 
Tenchu : La Colère divine (Tenchu 3 au Japon) est un jeu vidéo d'infiltration développé par K2 LLC. Celui-ci est publié par Activision en occident et FromSoftware au Japon en 2003 sur PlayStation 2. Chronologiquement, cet épisode a lieu un an après Tenchu: Stealth Assassins. Il a été porté sur Xbox en 2004, sous le nom de Tenchu : Le Retour des ténèbres. Le jeu a ensuite été porté sur PlayStation Portable six ans plus tard, en 2009, uniquement au Japon. Cette réédition, Tenchu 3 Portable, inclut le contenu solo ajouté par la version Xbox.

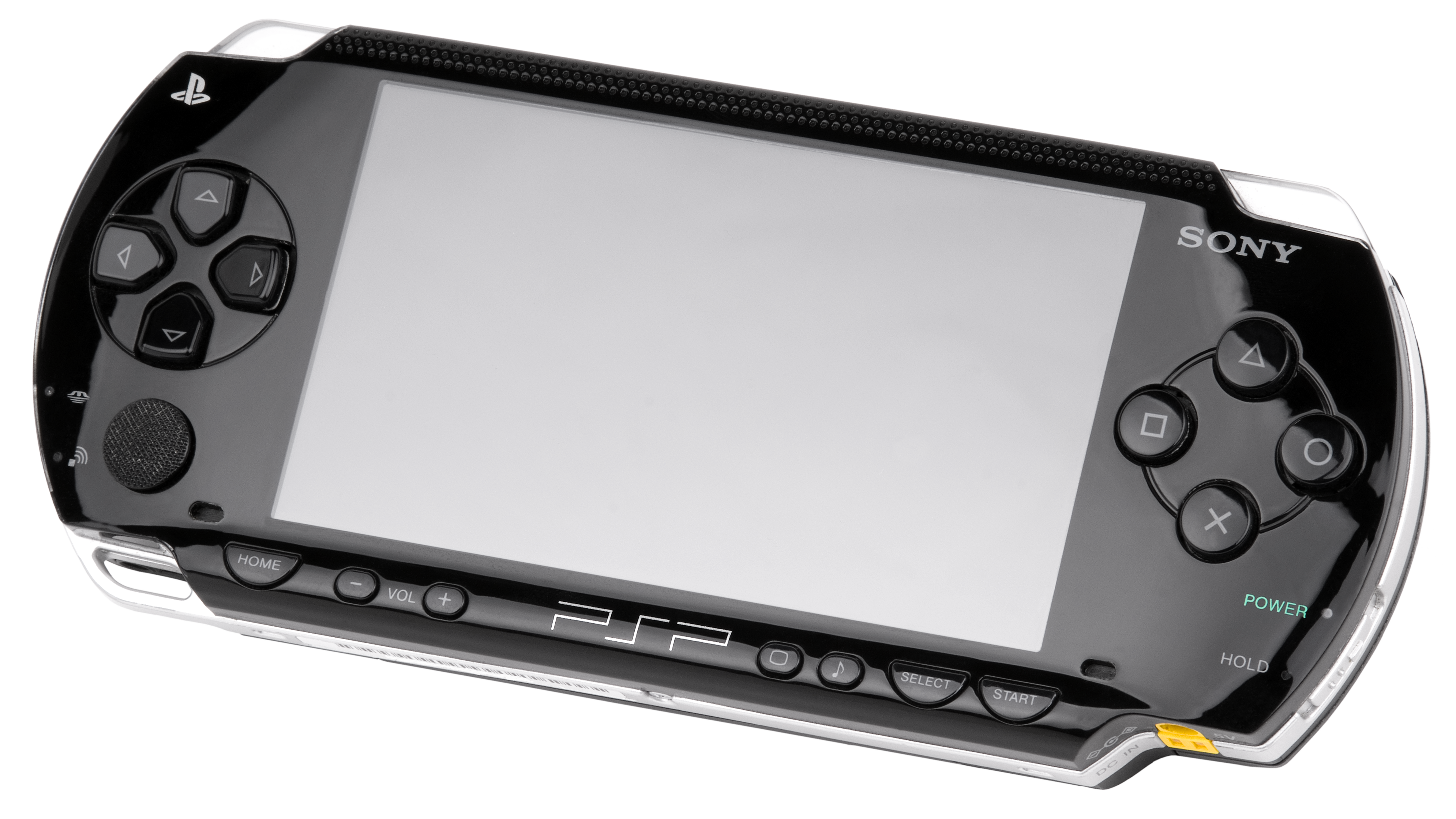
Plusieurs épisodes de la série Tenchu ont été réédités sur PlayStation Portable.

Tenchu: Fatal Shadows est un jeu vidéo d'infiltration sorti sur PlayStation 2 en 2005. Il a été édité par Sega en Amérique du Nord et en Europe, et par FromSoftware qui a racheté les droits de la série à Activision en 2004. Premier spin-off de la série, cet épisode se déroule entre Tenchu: Stealth Assassins et Tenchu : La Colère divine. Un portage du jeu du nom de Tenchu: Kurenai Portable est sorti sur PlayStation Portable en janvier 2010 au Japon. 
Tenchu: Time of the Assassins est un jeu vidéo d'infiltration sorti en 2005 sur PlayStation Portable, développé par K2 LLC et édité par FromSoftware au Japon et Sega en Europe. Cet épisode n'a pas vu le jour en Amérique du Nord. En plus du mode principal qui permet d'incarner cinq personnages de la série, le jeu propose des modes multijoueurs compétitifs et coopératifs, ainsi qu'un éditeur de niveau complet.
Tenchu: Dark Secret est un jeu d'infiltration développé par Polygon Magic et édité par FromSoftware au Japon, et par Nintendo en occident, sorti en 2006 sur Nintendo DS. Aux États-Unis, le jeu n'a été distribué que par les magasins GameStop. Le jeu propose un mode solo comportant plus de 40 missions, un mode multijoueur et d'autres fonctionnalités online. Ces dernières ont été interrompues le 20 mai 2014, lors de l'arrêt des services de la Connexion Wi-Fi Nintendo.
Tenchu Z est un jeu vidéo d'infiltration sorti en 2006 sur Xbox 360, développé par K2 LLC et édité par FromSoftware au Japon, et par Microsoft dans le reste du monde. Le joueur y incarne un ninja anonyme, nouvelle recrue du clan Azuma sous les ordres de Rikimaru, à travers 50 missions.
Shadow Assault: Tenchu est un jeu vidéo d'action-réflexion, sorti le 8 octobre 2008 sur le Xbox Live Arcade. Il s'agit d'un spin-off de la série, et de l'unique jeu de la franchise développé par FromSoftware, éditeur de la série depuis 2004. Délaissant l'aspect infiltration de la série principale, cet épisode offre plutôt un gameplay basé sur des tableaux quadrillés à resoudre, à la manière d'un jeu Bomberman. En mai 2017, il devient disponible sur Xbox One, via la rétrocompatibilité de la console.
Tenchu: Shadow Assassins est un jeu vidéo d'infiltration, développé par Acquire et édité par FromSoftware au Japon et Ubisoft dans le reste du monde. Il paraît en octobre 2008 sur Wii puis en février 2009 sur PlayStation Portable,. Publié sous le nom de Tenchū 4 au Japon, ce jeu reprend la formule originale des trois premiers épisodes de la franchise. En février 2010, le jeu est réédité dans le cadre du label PSP The Best (en), sous le nom de Tenchu 4 Plus. Cette version est exclusivement sortie sur le marché japonais, proposant un mode multijoueur coopératif inédit.

## Accueil
| Jeux                                     | Année | GameRankings                 | Metacritic            |
| ---------------------------------------- | ----- | ---------------------------- | --------------------- |
| Tenchu: Stealth Assassins                | 1998  | 83,87 %                      | 87 %                  |
| Tenchu 2: Birth of the Stealth Assassins | 2000  | 78,36 %                      | 77 %                  |
| Tenchu : La Colère divine                | 2003  | PS2 : 79,29 % Xbox : 70,07 % | 79 %                  |
| Tenchu: Fatal Shadows                    | 2005  | 60,64 %                      | 58 %                  |
| Tenchu: Time of the Assassins            | 2005  | 51,69 %                      | –                     |
| Tenchu: Dark Secret                      | 2006  | 35,93 %                      | 37 %                  |
| Tenchu Z                                 | 2006  | 57,03 %                      | 56 %                  |
| Shadow Assault: Tenchu (en)              | 2008  | 48,57 %                      | 46 %                  |
| Tenchu: Shadow Assassins                 | 2008  | Wii : 68,97 % PSP : 65,28 %  | Wii : 70 % PSP : 68 % |

La série Tenchu a marqué les esprits grâce à l'originalité et l'authenticité de son univers, rares exemples du Japon féodal en jeu vidéo à l'époque. Elle s'est démarquée de séries telles que Shinobi ou Ninja Gaiden en présentant ses protagonistes ninjas d'une manière plus réaliste et correcte d'un point de vue historique.
Les trois premiers jeux de la franchise ont reçu des notes positives grâce à leur gameplay innovant, basé sur l'infiltration, et ont été comparés à plusieurs reprises à des concurrents tels que Metal Gear Solid ou Dark Project : La Guilde des voleurs,,. Tenchu: Stealth Assassins est considéré comme « un des softs les plus novateurs » de son époque et a été classé en 2001 à la 54e position de la liste des 100 meilleurs jeux vidéo de tous les temps du magazine Game Informer ,. Tenchu 2: Birth of the Stealth Assassins et Tenchu : La Colère divine restent dans la lignée de leur prédécesseur, n'apportant que peu d'améliorations au gameplay en lui-même, et ont rencontré un succès similaire.
Après eux, s'en sont ensuivis des épisodes sortis sur diverses consoles, aucun ne parvenant à renouer avec le succès des premiers opus.
Tenchu: Time of the Assassins, sorti en 2005, « cristallise les défauts » des épisodes précédents, en souffrant par exemple des mêmes problèmes de caméra, et d'une distance d'affichage insuffisante. Tenchu: Dark Secret, jeu ayant reçu parmi les plus basses notes de la franchise et de la Nintendo DS, a déçu la critique de par ses graphismes et son système de jeu qui ne tire pas avantage des deux écrans de la console, ni de l'environnement 3D dans lequel il se déroule,.   
Le retour aux sources annoncé pour la sortie de Tenchu: Shadow Assassins, appuyé par le retour d'Acquire au développement, n'a pas pleinement convaincu les critiques, qui reprochent au jeu sa simplicité et sa trop grande linéarité comparé aux trois premiers épisodes,,. 
En 2018, les jeux de la franchise Tenchu se sont vendus à un total de plus de 10 millions d'exemplaires.